# 로웰 매캐덤
로웰 매캐덤(영어: Lowell C. McAdam, 1954년 5월 28일~)은 미국의 기업가이다. 버라이즌 커뮤니케이션스의 전 회장(2012~2019) 겸 최고경영자(2011~2018)이다.